# Bodø

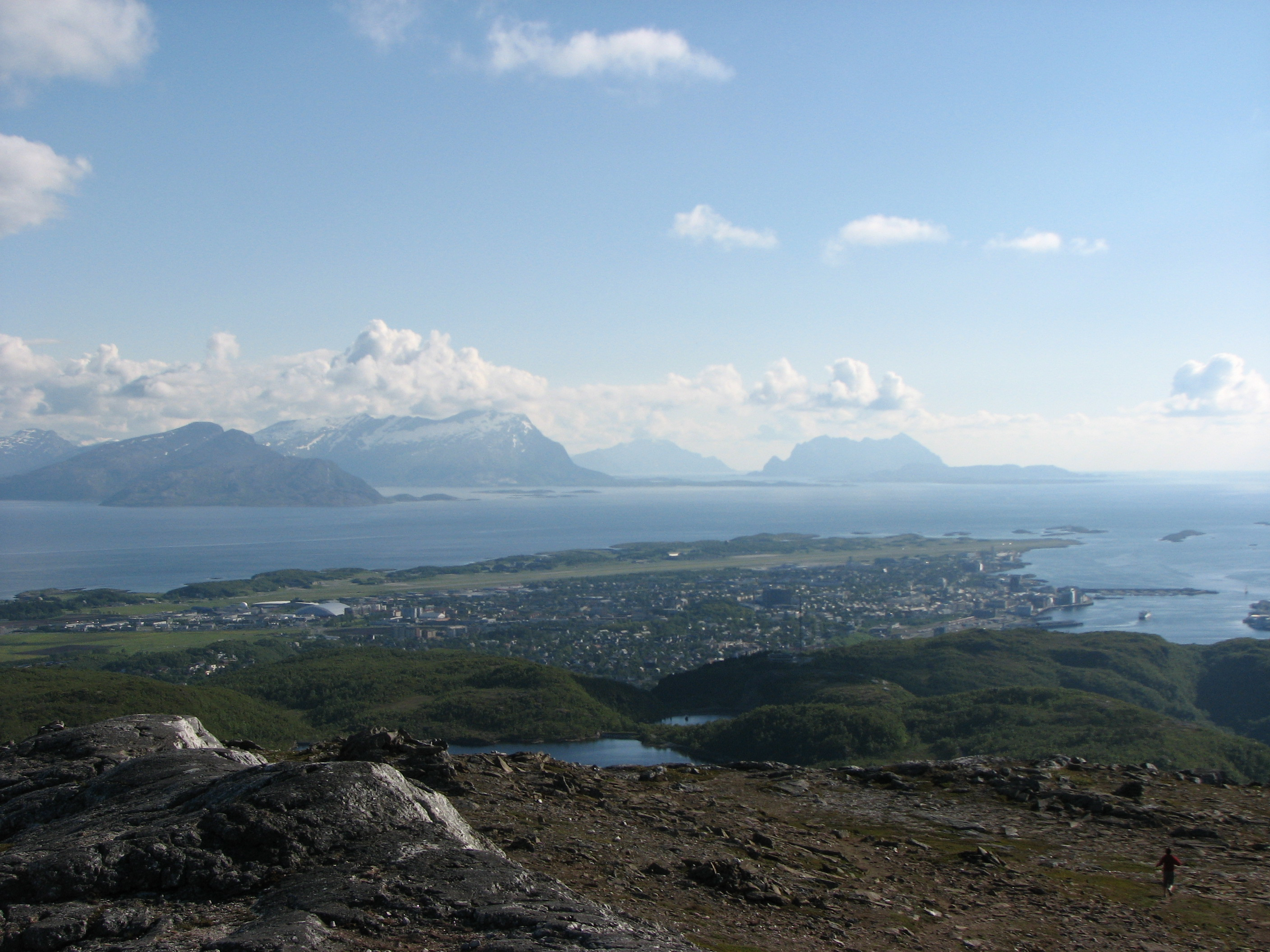
Bodø

Bodø of Bådåddjo (Lule-Samisch) is een gemeente en plaats in de Noorse provincie Nordland waarvan ze de hoofdplaats is.

## Bevolking
De gemeente telde 44.414 inwoners in januari 2005. In 2022 was dit toegenomen tot 52.803.

## Ligging
De stad ligt op 14°23' oosterlengte, 67°17' noorderbreedte. Omdat ze boven de poolcirkel ligt kan men hier van 2 juni tot 10 juli de middernachtzon bewonderen. De poolnacht duurt er van 15 tot 29 december. Door de invloed van de golfstroom is het klimaat er vrij mild: de gemiddelde temperatuur bedraagt -2,2° in januari en 12,5° in juli.
In de gemeente ligt een deel van Saltfjellet-Svartisen Nationaal Park.

## Bouwwerken
- Het Noors Luchtvaartmuseum dat in 1954 werd geopend, herbergt een aantal toestellen zoals een De Havilland Mosquito en een uniek exemplaar van de JU 52 als watervliegtuig. Ook is er een U2 toestel dat het wereldnieuws haalde toen Gary Powers op terugweg naar Bodø boven de Sovjet-Unie neergeschoten werd.
- De kathedraal (Domkirken) die in 1956 ingewijd werd en boven het altaar een glasraam bevat van Aage Storstein.
- Nyholms Skandse is een schans die zich op het eiland Nyholmen bevindt. Het werd gedurende de oorlog van 1807-14 gebouwd om de nederzetting en factorij op Hundholmen (het latere Bodø) te beschermen tegen de aanvallen van de Engelse oorlogsschepen die de Noorse wateren blokkeerden. Het bolwerk werd nooit in de strijd gebruikt. In juli 1815 kwam het onder burgerlijk bestuur in het bezit van de provincie Nordland om uiteindelijk in 1835 ontmanteld te worden. Ter gelegenheid van het 180-jarig bestaan van de stad werden delen ervan gerestaureerd. Het ligt in de bedoeling deze restauratie voort te zetten.

## Geschiedenis
Bodø is een vrij jonge stad maar de plaats heeft een lange historie. In november 2019 werden er met behulp van grondradar vijftien grote grafheuvels gevonden en ook een compleet Vikingschip. Aangezien nog geen vuurplaatsen zijn aangetroffen is onzeker, of er ook Noormannen ter plaatse hebben gewoond.
De stad kreeg in 1816 haar stadsrechten. Ze kende haar bloei tijdens de periode 1860 tot 1880 toen grote scholen haring in de omgeving voorkwamen. Met het verdwijnen van de haring kwijnde ook de stad weg. In 1940 werd ze tijdens de Duitse invasie voor driekwart verwoest. Van de 6000 inwoners die de stad toen telde, verloren 3500 hun woning. Helaas verloren 15 mensen het leven tijdens de luchtaanval op 27 mei van dat jaar. Zweden hielp bij de wederopbouw. De wijk, die nu in het centrum van de stad ligt, wordt vandaag daarom nog de “Zweedse stad” genoemd.
De stad is het bestuurlijk centrum van de provincie Nordland en tevens een belangrijk verkeersknooppunt in Noord-Noorwegen.

## Verkeer en vervoer

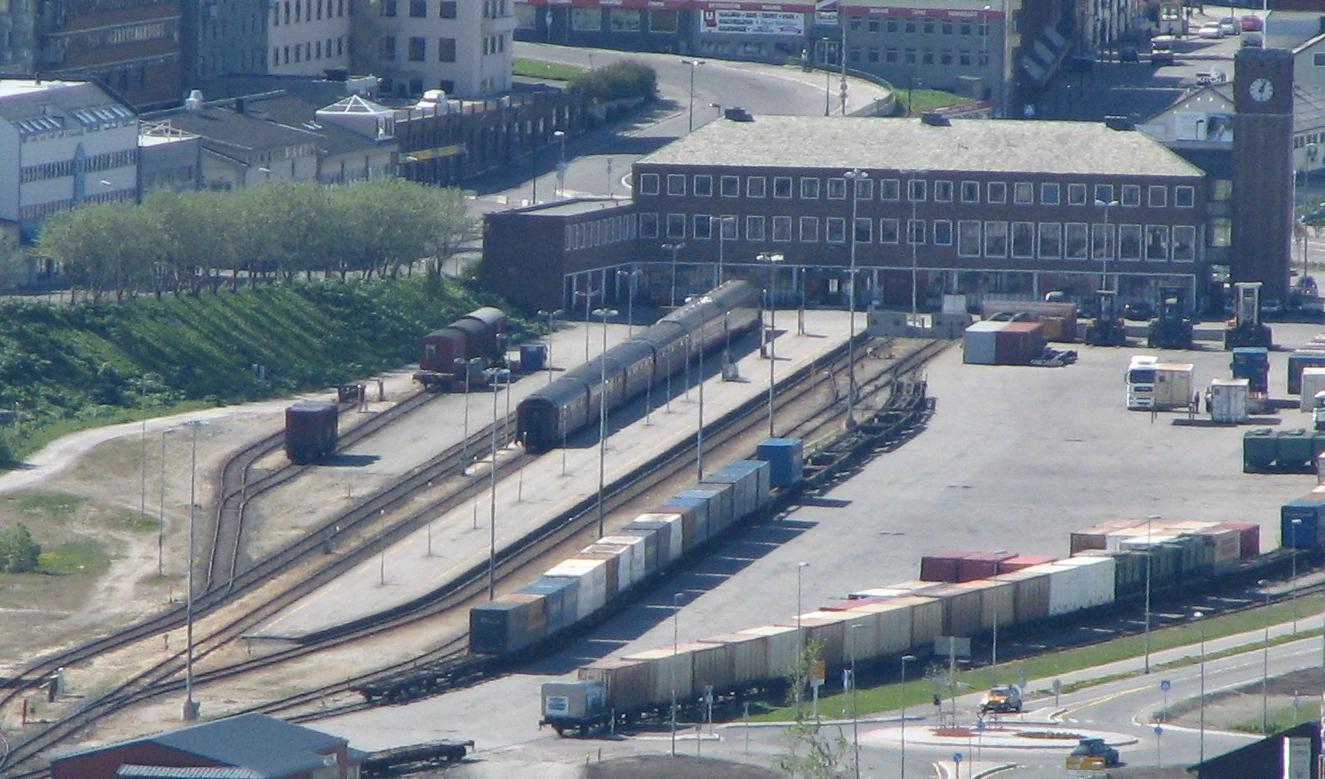
Station Bodø

- Bodø is het eindpunt van de 730 km lange Nordlandsbanen die de stad met Trondheim verbindt. De spoorverbinding en het station van Bodø werden op 7 juni 1962 officieel door koning Olav ingehuldigd.
- De luchthaven van de stad ligt 2 km buiten het centrum. Dagelijks zijn er meerdere vluchten naar Oslo, Trondheim en Tromsø. Ook zijn er dagelijks verbindingen met de lokale luchthavens van Lofoten, Vesterålen en Helgeland. De basiscommandant is de in Nederland geboren Rick Kolff, in Noorwegen Diederik genoemd.
- Dagelijks leggen de boten van de Hurtigruten op weg naar Kirkenes of Bergen in de haven aan. Daarnaast zijn er veren naar Røst, Værøy en Moskenes en snelboten naar verschillende eilanden in de omgeving.
- De Riksvei 17 is een nationale toeristenweg van Bodø naar Steinkjer.

## Sport
FK Bodø/Glimt is de betaaldvoetbalclub van Bodø. De club won twee keer de Noorse voetbalbeker. In 2020 werd de club voor het eerst in zijn bestaan landskampioen.

## Plaatsen in de gemeente
- Bodø
- Løding
- Løpsmarka
- Misvær

## Geboren
- Harald Berg (1941), voetballer
- Jan Gunnar Hoff (1958), jazzpianist en componist
- Arvid Engegård (1963), musicus en dirigent
- Ørjan Berg (1968), voetballer
- Susanne Lundeng (1969), violiste
- Tom Kåre Staurvik (1970), voetballer
- Aasmund Bjørkan (1973), voetballer en voetbalcoach
- Anders Konradsen (1990), voetballer
- August Jensen (1991), wielrenner
- Patrick Berg (1997), voetballer
- Fredrik André Bjørkan (1998), voetballer
- Jens Petter Hauge (1999), voetballer
- Andreas Schjelderup (2004), voetballer